# Sidi Embarek
Sidi Embarek là một đô thị thuộc tỉnh Bordj Bou Arréridj, Algérie. Dân số thời điểm năm 2002 là 10.281 người.